# EHF-Europapokal der Pokalsieger der Frauen 1979/80
Der Europapokal der Pokalsieger der Frauen 1979/80 war die 4. Auflage des Wettbewerbes, an der 15 Handball-Vereinsmannschaften aus 15 Ländern teilnahmen. Diese qualifizierten sich in der vorangegangenen Saison in ihren Heimatländern im Pokalwettbewerb für den Europapokal. Im Finale siegte der tschechoslowakische Verein Iskra Partizánske erst mit 5:3 nach Siebenmeterschießen gegen RK Lokomotiva Zagreb. Beide Spiele endeten jeweils nach der regulären Spielzeit 16:16 und eine Verlängerung war noch nicht für diesen Wettbewerb eingeführt. Mannschaften aus Polen, Ungarn, der Sowjetunion und der DDR, nahmen am Wettbewerb, auf Grund der Olympischen Spiele 1980 in Moskau nicht teil.

## Achtelfinale
|                               | Gesamt |                       | Hinspiel | Rückspiel |
| ----------------------------- | ------ | --------------------- | -------- | --------- |
| Hapoel Arazim Ramat Gan       | 17:35  | Paris Université Club | 10:15    | 07:20     |
| Almada Atlético Clube Andebol | 15:69  | TSV GutsMuths Berlin  | 09:31    | 06:38     |
| AIA Tranbjerg                 | 50:60  | de Herstal            | 31:10    | 19:50     |
| HC Standard Luxembourg        | 17:42  | RTV 1879 Basel        | 08:19    | 09:23     |
| Union Admira Landhaus Wien    | 10:40  | Confectia Bukarest    | 06:15    | 04:25     |
| Iskra Partizánske             | 24:23  | Skjeberg IF           | 14:12    | 10:11     |
| RK Lokomotiva Zagreb          | 26:23  | ZSKA Sofia            | 13:12    | 13:11     |

Durch ein Freilos zog Van der Voort Quintus direkt in das Viertelfinale ein.

## Viertelfinale
|                      | Gesamt |                       | Hinspiel | Rückspiel |
| -------------------- | ------ | --------------------- | -------- | --------- |
| RK Lokomotiva Zagreb | 33:23  | Paris Université Club | 20:14    | 13:90     |
| RTV 1879 Basel       | 18:37  | TSV GutsMuths Berlin  | 08:20    | 10:17     |
| AIA Tranbjerg        | 26:30  | Confectia Bukarest    | 13:15    | 13:15     |
| Iskra Partizánske    | 41:15  | Van der Voort Quintus | 23:80    | 18:70     |

## Halbfinale
|                      | Gesamt |                      | Hinspiel | Rückspiel |
| -------------------- | ------ | -------------------- | -------- | --------- |
| Confectia Bukarest   | 24:31  | Iskra Partizánske    | 13:13    | 11:18     |
| TSV GutsMuths Berlin | 17:37  | RK Lokomotiva Zagreb | 08:16    | 09:21     |

## Finale
Das Hinspiel fand am 23. März 1980 in Prievidza und das Rückspiel am 30. März 1980 in der Zagreber Dom športova statt.
|                   | Gesamt        |                      | Hinspiel | Rückspiel |
| ----------------- | ------------- | -------------------- | -------- | --------- |
| Iskra Partizánske | 32:32 7m: 5:3 | RK Lokomotiva Zagreb | 16:16    | 16:16     |